# Cambridge, New Hampshire
Cambridge Township är ett område med township-status i Coos County i delstaten New Hampshire, USA. Vid folkräkningen år 2000 bodde 10 personer på orten.
Största delen av platsen är skogsmark, men området inkluderar sydöstra hörnet av Umbagog Lake.